# 세컨핸드 라이온스
세컨핸드 라이온스(Secondhand Lions)는 2003년 공개된 미국의 코미디 드라마 영화이다.

## 줄거리
1962년, 14세 월터의 무책임한 어머니 매는 그를 여름 동안 은둔 생활을 하는 독신 대삼촌인 허브와 가스에게 보내 그들의 텍사스주에 있는 허름한 농장에서 살게 한다. 그들은 과거 모험을 통해 막대한 비밀 재산을 축적했다고 알려져 있으며, 모든 방문 판매원들의 표적이 된다. 그들은 차례로 샷건을 들고 현관에 앉아 판매원들을 향해 총을 쏜다.
월터는 다락방에 방을 배정받고 삼촌들에게 환영받지 못하지만, 월터의 존재가 다른 금광꾼 친척들을 짜증 나게 한다는 것을 깨닫자 월터를 환영한다. 월터는 삼촌들에게 그들의 돈을 좀 쓰도록 설득한다. 채소밭에 심을 씨앗 꾸러미는 모두 옥수수로 판명된다. 삼촌들은 사냥 표적으로 사자를 주문하지만, 길들여진 은퇴한 서커스 암사자를 얻게 되고, 이 암사자는 월터의 애완동물이 된다.
50파운드짜리 사자 사료 자루를 싣다가 허브는 기절하여 잠시 병원에 간다. 나중에 길가의 식당에서 4명의 불량배가 허브에게 스위치블레이드를 들이대지만, 그는 재빨리 그들을 제압한다. 허브와 가스는 십 대들을 집으로 데려와 상처를 치료해 주고, 늙은 암사자가 우리를 탈출하여 옥수수밭을 새 "정글" 집으로 삼았다는 것을 알게 된다. 허브는 십 대들에게 어른이 되고 남자가 되는 것에 대한 연설을 한 후 그들을 집으로 돌려보낸다.
월터가 다락방에서 발견한 아름다운 여인의 사진을 중심으로 서브플롯이 전개된다. 가스는 월터에게 프랑스 외인부대에서의 과거 이야기를 들려주는데, 그동안 허브는 강력한 샤이크에게 약속된 재스민이라는 아랍 공주와 결혼했다. 암살자들로부터 끊임없는 위험 속에서 살다가 허브는 결투 후 샤이크의 목숨을 살려주는 조건으로 추적을 중단시켰다. 그러나 재스민은 나중에 출산 중 사망했고, 허브는 프랑스 외인부대로 돌아갔다가 가스와 함께 농장으로 은퇴하여 체념하고 죽기를 기다렸다.
어느 날 늦은 저녁, 월터는 가스를 뒤따라가 삼촌들이 헛간 아래에 돈이 가득 찬 방을 가지고 있다는 것을 발견한다. 또 다른 밤, 매는 그녀의 최신 남자친구인 스탠이라는 탐정과 함께 도착한다. 그는 허브, 가스, 재스민이 은행 강도였다고 주장하며 돈의 위치를 요구한다. 월터가 대신 가스의 이야기를 믿기로 선택하자, 스탠은 월터를 붙잡고 구타한다. 늙은 암사자가 옥수수밭에서 나와 스탠을 공격한다. 소리에 잠에서 깬 허브와 가스는 동물이 자신의 "새끼"를 방어하다가 심장마비로 죽었다는 것을 발견한다.
다음 날, 월터는 어머니와 함께 떠난다. 길을 가던 중 매는 스탠이 회복을 위해 그들과 함께 지낼 것이라고 설명한다. 월터는 그녀에게 "한 번만이라도 나에게 가장 좋은 일을 해 달라"고 요청하며 그녀를 버린다. 허브와 가스는 그가 돌아온 것을 기뻐하지만, 월터는 변화가 필요하다고 주장한다. 그의 삼촌들은 그의 교육에 관여해야 하고 조심스럽게 살아야 한다. 그는 그들이 늙어 죽기를 원하기 때문이다.
17년 후, 지역 보안관은 월터에게 그의 삼촌들이 복엽기에서 곡예비행 스턴트 실패 후 사망했다고 알린다. 월터는 농장으로 돌아가 삼촌들의 유언장을 받는데, 모든 것을 그에게 남겼다. 서사하라 석유 로고가 새겨진 헬리콥터가 농장 근처에 착륙하고, 한 남자가 어린 아들과 함께 내리며 라디오에서 허브와 가스의 사망 소식을 들었다고 설명한다. 그는 어릴 적 "매우 부유한 샤이크"인 할아버지에게 들었던 이야기 속 두 미국인이라는 것을 이름을 통해 알아보았던 것이다. 남자의 어린 아들이 월터에게 그의 삼촌들이 살았는지 묻자, 월터는 "그래. 그들은 정말로 살았어."라고 확인해 준다.

## 배역
- 로버트 듀발 - 허브
- 마이클 케인 - 거스
- 할리 조엘 오스먼드 - 월터
- 카이라 세즈윅 - 메이

## 한국판 성우진(MBC)
- 황일청 - 허브(로버트 듀발)
- 박일 - 거스(마이클 케인)
- 류승곤 - 월터(할리 조엘 오스먼트)
- 김혜경 - 메이(카이라 세즈윅)
- 박태호
- 최상기
- 기경옥
- 이윤연
- 김동현
- 이승환
- 전수빈
- 박영화
- 유상우
- 이민하
- 한경화